# Marchesina Ghisi
Marchesina Ghisi, auch Marchesina Ghisi Tiepolo (* in den frühen 1240er Jahren; † vor 1297 in Venedig), war durch die Ehe mit dem Dogen Lorenzo Tiepolo von seiner Wahl am 23. Juli 1268 bis zu seinem Tod am 15. August 1275 gut sieben Jahre lang Dogaressa der Republik Venedig. Diese Ehefrauen der Dogen durften bis dahin auch aus Gebieten stammen, die nicht der Republik unterstanden, was 1275 geändert wurde. Marchesina war zwar venezianischer Abstammung, doch brachte sie in die Ehe neben ihrem Vermögen auch ganze Inseln als Lehen ein, die ihr Vater in der Ägäis erobert hatte. Auch dies wurde 1275 untersagt. Insofern gilt die Amtszeit Marchesina Ghisis als Wendepunkt in der Zuschneidung des Amtes einer Dogaressa; zugleich hinterließ Martino da Canale in seinem Geschichtswerk Les Estoires de Venise die erste ausführliche Beschreibung des feierlichen Einzugs einer Dogaressa in den Dogenpalast.

## Leben
Marchesina Ghisi war die Tochter des Venezianers Geremia Ghisi (um 1207 – 1251), dem es gelungen war, im Gefolge des Vierten Kreuzzugs eine Reihe von Inseln in der Ägäis zu erobern. Diese überließ er, da er keinen erbberechtigten Sohn hatte, seinen Töchtern Marchesina und Isabella.
Marchesina brachte also bei der Hochzeit mit dem späteren Dogen Lorenzo Tiepolo – für den es die zweite Ehe war – eine reiche Mitgift mit Besitzungen in der Nähe von Konstantinopel ein, die sein dortiges Engagement abrundeten. Das führte nach seinem Tod zu einer Verschärfung der promissio des Dogen, in der jeweils genau dessen Aufgaben, Pflichten und Rechte aufgeführt wurden. Von da an war es dem Dogen nämlich verboten, Lehen fremder Herrscher anzunehmen oder nicht aus Venedig stammende Frauen zu heiraten. Derlei Bestimmungen musste jeder Doge beeiden, dieser Passus war jedenfalls ein Novum. Schon in erster Ehe war Lorenzo mit einer Agnese verheiratet gewesen, vielleicht eine Tochter des Königs von Jerusalem Johann von Brienne, des späteren Kaisers des Lateinischen Kaiserreichs (1231–1237), vielleicht aber auch eines Prinzen einer der Herren auf dem Balkan.
Bei ihrem feierlichen Einzug in den Dogenpalast, dem die Fahrt auf dem Staatsschiff, dem Bucintoro, von ihrem Haus bei Sant’Agostin voranging, erhielt sie von den Zünften, die sie festlich empfingen, reiche Geschenke. Zugleich war sie die erste Dogaressa, der einer der venezianischen Chronisten eine ausführlichere Beschreibung dieser Feierlichkeiten widmete, nämlich Martino da Canale. In Venedig bestand ein großes Misstrauen gegen die Verherrlichung von einzelnen Personen, daher versuchte man, derlei Feierlichkeiten zur Verherrlichung der Stadt selbst umzudeuten und dementsprechend anders zu inszenieren. Im Rückblick schreibt noch Andrea Da Mosto zu den erinnerungswürdigen Feierlichkeiten: „Memorabili furono le grandiose feste, che ebbero luogo in onore suo e della dogaressa Marchesina.“
Marchesina brachte zwei Söhne zur Welt, nämlich Giacomo und Pietro. Giacomo besetzte später eine Reihe von Ämtern und heiratete eine Tochter des Stephan (Stjepan) Šubić, des Grafen von Bribir und Bans von Dalmatien, der dort im Namen König Belas IV. von Ungarn herrschte. Er unterlag in der Dogenwahl von 1289 gegen Pietro Gradenigo. Der andere Sohn, Pietro, heiratete eine Adlige aus Vicenza und wurde Graf (Conte) von Ragusa. 1275 verteidigte er die Stadt mit Erfolg gegen Raszien. Holly S. Hurlburt (S. 189) kennt noch ein drittes Kind, nämlich eine Tochter namens Angioleta.

Cristoforo Buondelmonti: Karte von Skopelos (unten), um 1420

Marchesinas Cousin, Filippo Ghisi, riss später durch die erzwungene Ehe mit Marchesinas Schwester Isabella, ihre Insel Skopelos an sich, die ihr gemeinsamer Vater 1207 erobert hatte. Doch in seinem letzten Willen erwähnt Filippo Ghisi 1297, dass er die Insel an die verwitwete Dogaressa zurückgegeben habe.